# 蝘蜓座複合體

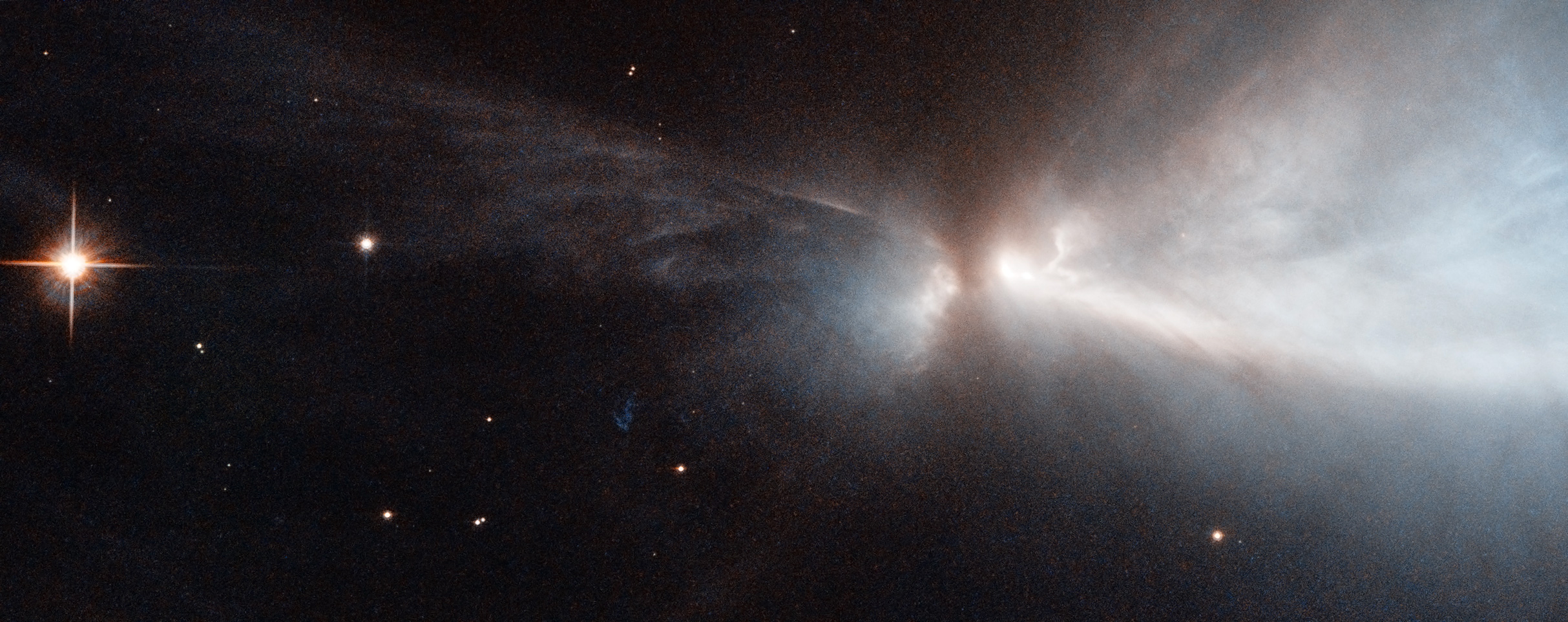
在蝘蜓座分子雲中形成的一顆恆星。

蝘蜓座複合體包含蝘蜓I、蝘蜓II、和蝘蜓III三個暗星雲，是位於本地泡表面的一個大型恆星形成區（SFR）。它幾乎塞滿整個的蝘蜓座，並且有些區域與蒼蠅座、天燕座、船底座和南極座重疊。X射線源的平均密度為每平方度一個X射線源。

## 蝘蜓I暗星雲

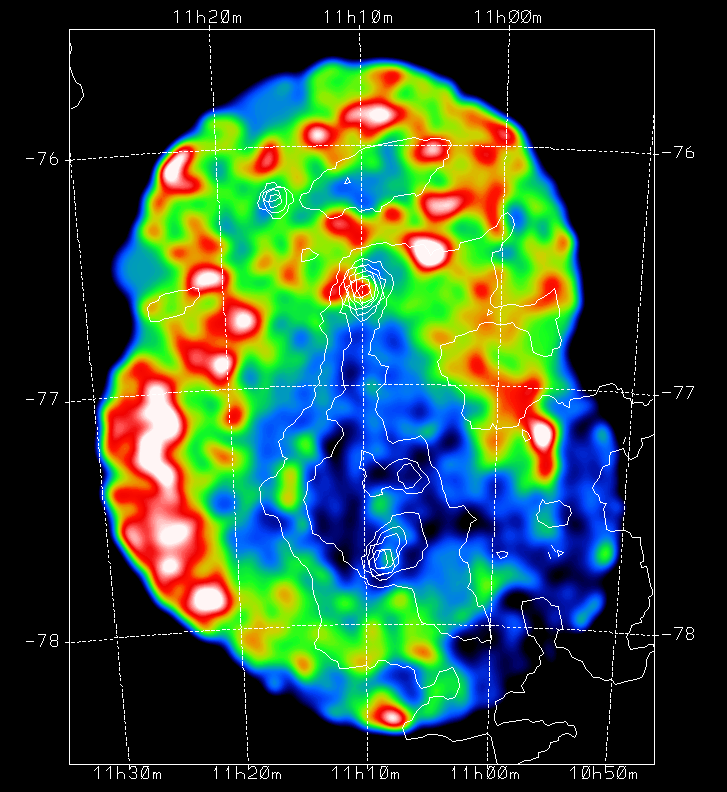
這是蝘蜓I暗星雲在500 eV和1.1 keV之間的X射線中的倫琴衛星假色圖像。創建者：D Burrows、J Mendenhall、和E Feigelson在賓夕法尼亞州立大學使用美國和德國的倫琴衛星資料製作。

蝘蜓I（Cha I）暗星雲距離我們大約160秒差距，是距離最近的活躍恆星形成區域之一。它獨立於其它恆星形成區，因此較老的前主序星（PMS）不太可能漂移到該領域，恆星總數為200-300顆。 Cha I可以進一步分為北雲或北區，和南雲或主雲。
HD 97300發射X射線，照亮反射星雲IC 2631，並且是Cha I雲中質量最高的成員之一，光譜類型B9V，是一顆沒有發射線的赫比格Ae/Be星。

反射星雲IC 2631。

Chaα1是蝘蜓I 暗星雲中光譜類型為M8的天體，在1998年被確定為X射線源，因此是發現的第一個發射X射線的棕矮星。
在蝘蜓I恆星形成區有大約70到90個X射線源。烏呼魯X射線源（4U 1119-77）位於蝘蜓I暗星雲中。倫琴衛星於世界時1991年2月9日22:14:47 至2月18日17:59:12和1991年3月6日09:12:19至 13:05:13觀測這個X射線源。這個暗星雲包含「弱」金牛T星（WTT）和「經典」金牛T星（CTT）。蝘蜓I 的X射線源ROSAT 66位於RA 11h 17m 36.4-37.9s Dec -77° 04' 27-50“，是CTT，蝘蜓I No. T56，又名CTT星HM 32。
1981年1月23日至24日，在愛因斯坦天文台上用成像比例計數器（IPC，Imaging Proportional Counter）觀測了蝘蜓I暗星雲2.5小時，確定了大約22個X射線源。這些X射線源都沒有接近4U 1119-77至8弧分之內。

## 蝘蜓II暗星雲
蝘蜓 II包含烏呼魯X射線源4U 1302–77。它接近 RXJ 1303.1-7706 at RA 13h 03m 04.70s Dec -77° 06' 55.0"，一個K7-M0新WTT。蝘蜓II暗星雲包含大約40個X射線源。1993年9月10日至17日對蝘蜓II暗星雲進行了觀察。X射線源RXJ 1301.9-7706，一個新的 WTTS，光譜類型 K1，是最接近4U 1302-77的候選者。

## 蝘蜓III暗星雲
"蝘蜓III暗星雲似乎缺乏目前的恆星形成活動。"有兩個特別突出的星雲與這個區域有關。較小的一個通常被稱為拇指紋星雲（Thumbprint），較大的稱為魔爪星雲（Talon Nebula）。

## 擴展定義
這個星雲有時被向東部延伸， 與北部的暗飾帶星雲（或蒼蠅星雲）一起，該複合體被稱為“蒼蠅-蝘蜓座分子雲” 。

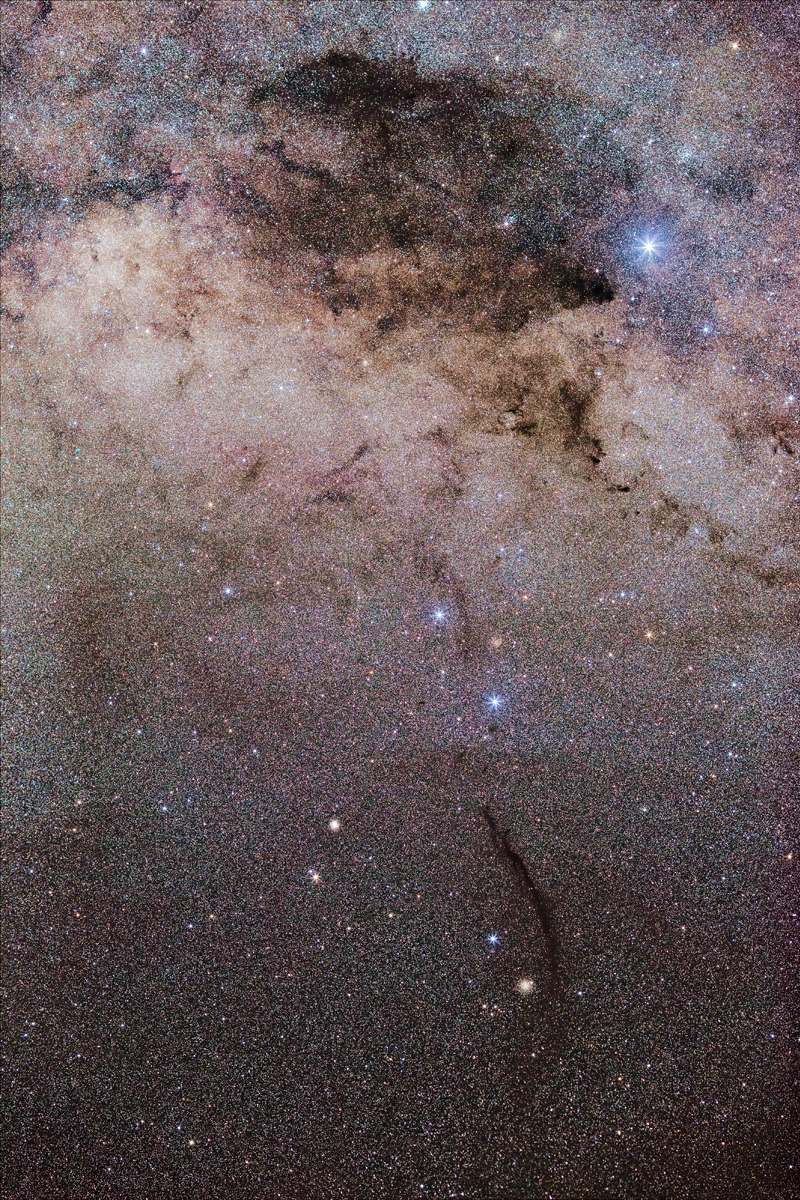
在頂部的大煤袋星雲以南可以看到明顯很薄的暗飾帶星雲。